# زابينه براون
سابين براون (بالألمانية: Sabine Braun)‏ (و. 1965  م) هي منافسة ألعاب القوى ألمانية، ولدت في إسن، شاركت في الألعاب الأولمبية الصيفية 2000، والألعاب الأولمبية الصيفية 1992، والألعاب الأولمبية الصيفية 1996، والألعاب الأولمبية الصيفية 1984.

## جوائز
حصلت على جوائز منها:
- وسام الاستحقاق في ولاية شمال الراين وستفاليا

## روابط خارجية
- زابينه براون على موقع الاتحاد الدولي لألعاب القوى (الإنجليزية)
- زابينه براون على موقع أوليمبيديا (الإنجليزية)